# 王室御座船国立博物館

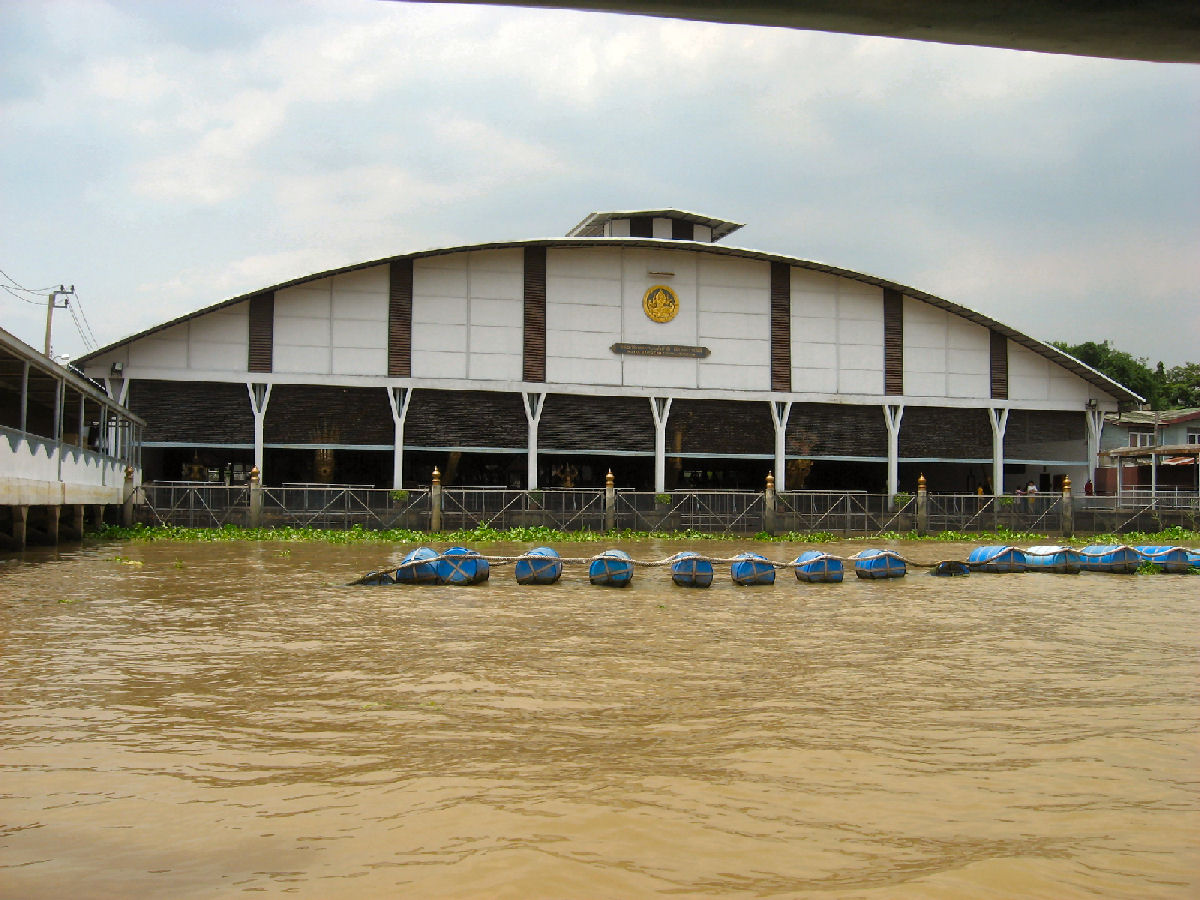
バンコク王室御座船国立博物館

王室御座船国立博物館 (タイ語: พิพิธภัณฑสถานแห่งชาติ เรือพระราชพิธี、英語:Royal Barge National Museum) はタイ王国バンコクにあるタイ国立博物館の一つ。博物館ではタイ王国王室の御座船が展示がされている。1972年開館。

## 概要
王室御座船国立博物館はバーンコークノーイ区、バーンコークノーイ運河のチャオプラヤー川との合流点の北岸に位置し、王室御座船パレードに使用する王室御座船とエスコート船8艘を展示している。さらにさまざまな王室行事で使用される装飾、祭具も展示。

## 歴史
1932年4月、バンコク・チャクリー王朝建国150周年を記念して、ラーマ7世がスパンナホン御座船に乗り、メモリアルブリッジから王宮までパレードを行ったのが、タイ王国絶対王政の最後のパレードとなった。1932年6月立憲革命が起こり、立憲君主制に移行すると、御座船は王室とタイ海軍の管理の下、バーンコークノーイの乾ドックに保管された。しかし、第二次世界大戦時の連合軍によるバンコク空襲により、日本軍関連施設（鉄道操車場・造船所）のあったバーンコークノーイ地区は甚大な被害を受け、御座船も損壊した。1947年、王室とタイ海軍は御座船の管理を芸術局に移管。
芸術局監督の下、一年以上をかけて御座舟と展示施設の修復を行った。1972年、芸術局は御座船を国宝に指定、さらにドックを芸術局所属 王室御座船国立博物館として開館した。

## 王室御座船
展示されている8艘の王室御座船、エスコート船名は以下の通り。
- 御座船

1. スパンナホン御座船（เรือพระที่นั่งสุพรรณหงส์）
2. アナンタナーカラート御座船（เรือพระที่นั่งอนันตนาคราช）
3. アネーカチャートプチョン御座船（เรือพระที่นั่งอเนกชาติภุชงค์）
4. ナーラーイソンスバン・ラーマ9世御座船（เรือพระที่นั่งนารายณ์ทรงสุบรรณ รัชกาลที่ 9）

- エスコート船

1. クルットヘーンヘット船（เรือครุฑเหินเห็จ）
2. グラビープラープムアンマーン船（เรือกระบี่ปราบเมืองมาร）
3. アスラワーユパック船（เรืออสุรวายุภักษ์）
4. エーカチャイヘーンハーウ船（เรือเอกไชยเหินหาว）

## 所在地
バンコク バーンコークノーイ区 シリラート地区 アルンアマリン通り
(ถ.อรุณอมรินทร์ แขวงศิริราช เขตบางกอกน้อย กรุงเทพฯ 10700）
- バーンコークノーイ区、バーンコークノーイ運河のチャオプラヤー川との合流点の北岸に位置する。

## 開館
- 開館時間: 毎日 09:00-17:00
- 閉館日:1月1日、12月31日